# Michael Slovis
Michael Slovis je americký kameraman a televizní režisér.

## Kariéra
Slovis pracoval od roku 1981 jako kameraman a od roku 1995 jako hlavní kameraman různých filmů. V roce 2000 začal pracovat jako hlavní kameraman televizního seriálu Ed. Později byl hlavním kameramanem seriálů CSI: Kriminálka Las Vegas, New Amsterdam, Fringe, Milionový doktor, Rubicon, Running Wilde, Perníkový táta a Better Call Saul. Na seriálu Perníkový táta pracoval jako hlavní kameraman od jeho druhé série až do konce.
Jeho režisérský debut byl televizní film Spirit v roce 2001. Později zrežíroval i několik epizod seriálů Ed, CSI: Kriminálka Las Vegas, Rubicon, Perníkový táta, Zákon a pořádek: Útvar pro zvláštní oběti a Peklo na kolech. Zrežíroval i dvě části páté série fantasy seriálu Game of Thrones.

## Filmografie

### Kameraman
| Seriál                        | Rok       | Počet částí |
| ----------------------------- | --------- | ----------- |
| The Leftovers                 | 2014      | 1           |
| 30 Rock                       | 2012      | 11          |
| Running Wilde                 | 2010      | 14          |
| Rubicon                       | 2010      | 2           |
| Perníkový táta                | 2009-2013 | 50          |
| Milionový doktor              | 2009      | 4           |
| Fringe                        | 2009      | 4           |
| Castle na zabití              | 2009      | 1           |
| New Amsterdam                 | 2008      | 7           |
| C.S.I .: Kriminálka Las Vegas | 2005-2007 | 27          |

### Režisér
| Seriál                              | Rok       | Počet částí |
| ----------------------------------- | --------- | ----------- |
| Preacher                            | 2016      | 2           |
| Better Call Saul                    | 2016      | 1           |
| The Affair                          | 2015      | 1           |
| The Man in the High Castle          | 2015      | 1           |
| Walking Dead                        | 2015      | 1           |
| Game of Thrones                     | 2015      | 2           |
| Sherlock a Watsonová                | 2014-2015 | 3           |
| Chicago Fire                        | 2012-2014 | 4           |
| Peklo na kolech                     | 2011      | 1           |
| Zákon a pořádek: Speciální jednotka | 2011-2016 | 12          |
| Perníkový táta                      | 2010-2013 | 4           |
| C.S.I .: Kriminálka Las Vegas       | 2006-2007 | 3           |